# Soggezione
Con soggezione, in diritto, si indica la situazione giuridica soggettiva del soggetto di diritto che, pur non essendo gravato dal dovere di tenere un certo comportamento, deve tuttavia subire gli effetti giuridici dell'esercizio del potere altrui.

## Caratteristiche
Affinché ci sia presenza di un potere e della correlativa soggezione non è necessario che una persona sia investita di autorità, basta  che si trovi comunque in situazione tale da far subire ad un'altra persona gli effetti dell'esercizio del proprio potere. Ad esempio, l'articolo 874 del codice civile italiano prevede che se Tizio costruisce un muro sul confine, Caio, proprietario del terreno confinante, ha il potere di chiedere la comunione del muro. In questo caso, Tizio si trova in una situazione di soggezione, giacché Caio, qualora avanzi (validamente) tale richiesta, farà sorgere la comunione e Tizio non potrà che subire tale effetto.

## Esempi
Un esempio di soggezione è quello del minorenne nei confronti dei genitori (o di chi ne fa le veci) che esercitano un potere nel suo interesse (si tratta, quindi, più precisamente di un potere-dovere, ossia una potestà). Il genitore, infatti, può prendere decisioni e compiere atti nell'interesse del minore che questi, in quanto tale, non potrebbe compiere ed i cui effetti può solo subire. 

## Violazione
Mancando l'obbligo o, più in generale, il dovere di tenere un certo comportamento, non ha senso parlare di violazione della soggezione (e di lesione del corrispondente potere) come invece si parla di violazione del dovere (e di lesione del corrispondente diritto soggettivo).